# NGC 481
NGC 481 је елиптична галаксија у сазвежђу Кит која се налази на NGC листи објеката дубоког неба.
Деклинација објекта је - 9° 12' 40" а ректасцензија 1h 21m 12,6s. Привидна величина (магнитуда) објекта NGC 481 износи 13,5 а фотографска магнитуда 14,5. NGC 481 је још познат и под ознакама MCG -2-4-30, PGC 4899.